# Christian Schiffert
Christian Schiffert (* 12. November 1689 in Rügenwalde in Hinterpommern; † 14. Juli 1765 in Königsberg) war ein deutscher Schulmann.
Nachdem Schiffert im Jahr 1717 zunächst Konrektor und seit 1722 Rektor der Lateinschule in Stolp gewesen war, wurde er 1731 zuerst Inspektor und 1733 stellvertretender Rektor am Collegium Fridericianum in Königsberg.

## Schriften
- Zuverlässige Nachricht von den jetzigen Anstalten des Collegii Fridericianii zu Königsberg. 90 Seiten, 1742. Nachgedruckt in: Heiner F. Klemme (Hrsg.): Die Schule Immanuel Kants. Meiner, Hamburg 1994, ISBN 3-7873-1185-8, (Kant-Forschungen 6), S. 61–114. (eingeschränkte Vorschau).